# Birthday Eve
『Birthday Eve』為2005年12月14日發行的日本歌手倖田來未第20th單曲。

## 解說
12週單曲連發的第2彈，5萬張完全限定生產作品。單曲封面主題為「美國」。

## 發行版本
- CD ONLY

## 曲目
1. Birthday Eve
作詞：Kumi Koda  作曲Kosuke Morimoto
NTT DoCoMo東海廣告曲。
2. Birthday Eve (Instrumental)

## 資料來源
日本維基百科 Birthday Eve（页面存档备份，存于）